# Beljevac
Beljevac (cyr. Бељевац) – wieś w Serbii, w mieście Belgrad, w gminie miejskiej Mladenovac. W 2011 roku liczyła 150 mieszkańców.